# Bovenau
Bovenau es un municipio situado en el distrito de Rendsburg-Eckernförde, en el estado federado de Schleswig-Holstein (Alemania), con una población a finales de 2016 de unos 1114 habitantes.
Se encuentra ubicado en el área centro-este del estado, cerca de las ciudades independientes de Schleswig y Kiel, de la costa del mar Báltico y del canal de Kiel.

## Edificios
La Iglesia de María Magdalena y la esclusa del antiguo Canal Eider en Kluvensiek vale la pena ver.

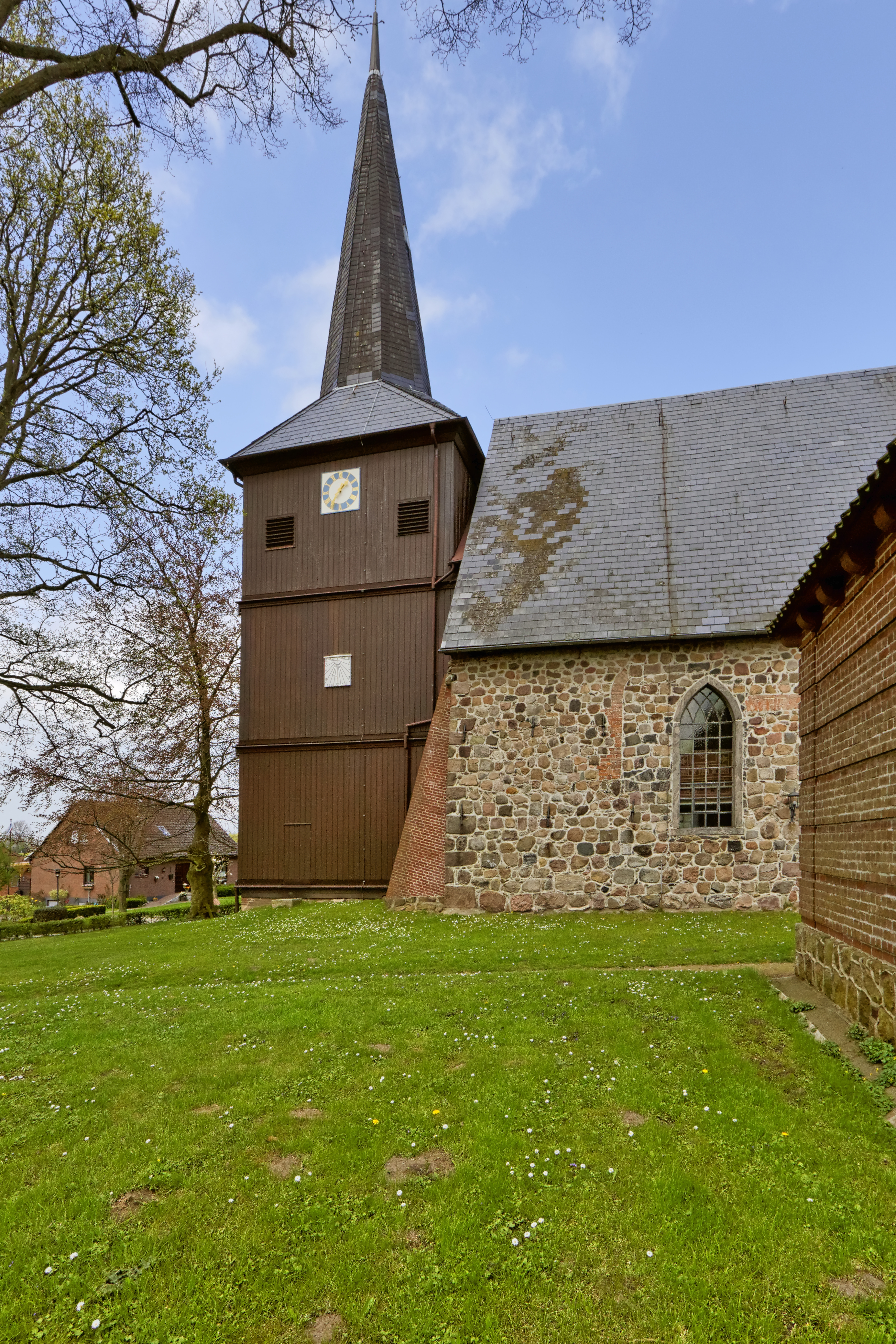
Iglesia de María Magdalena en Bovenau
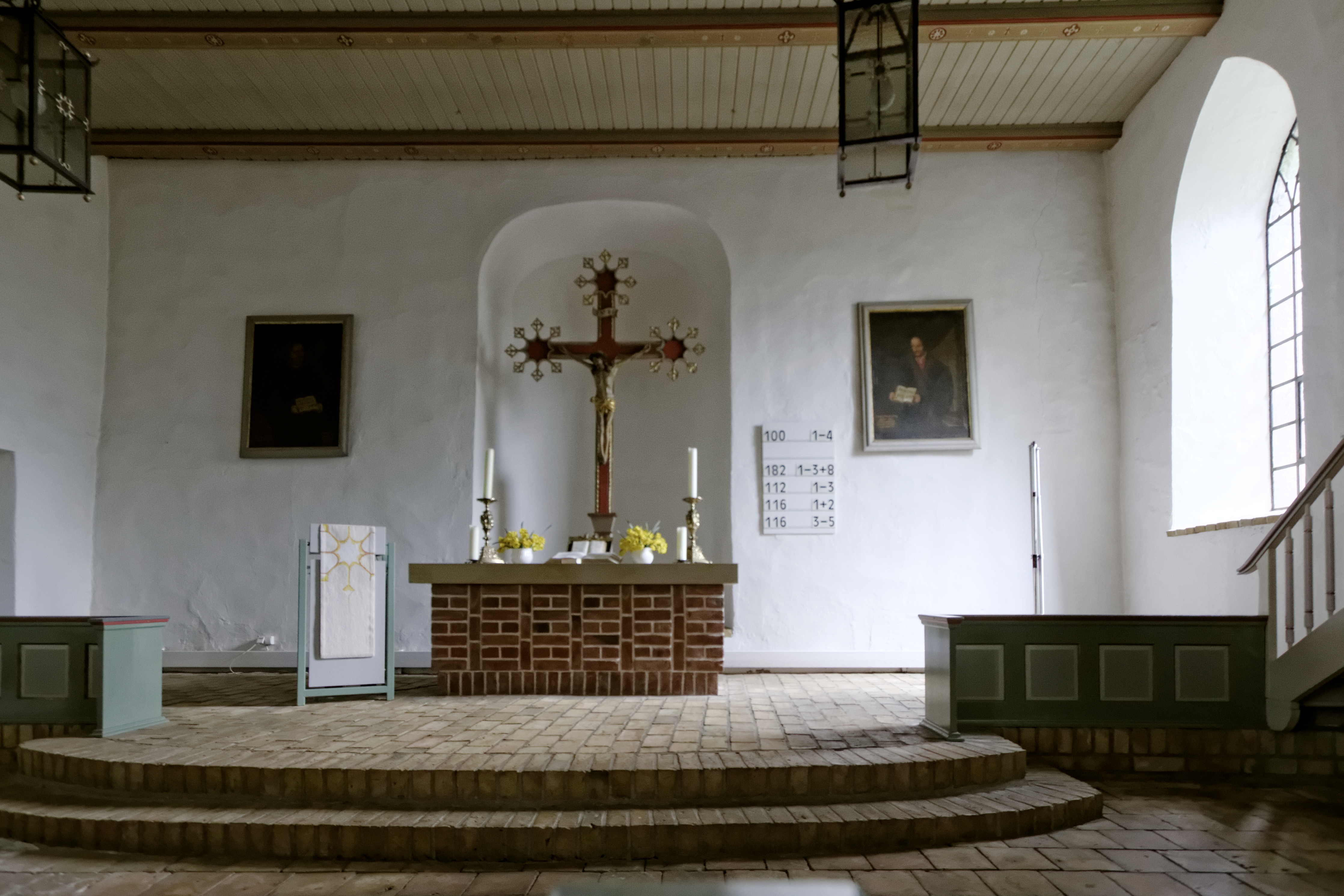
Iglesia, espacio interior
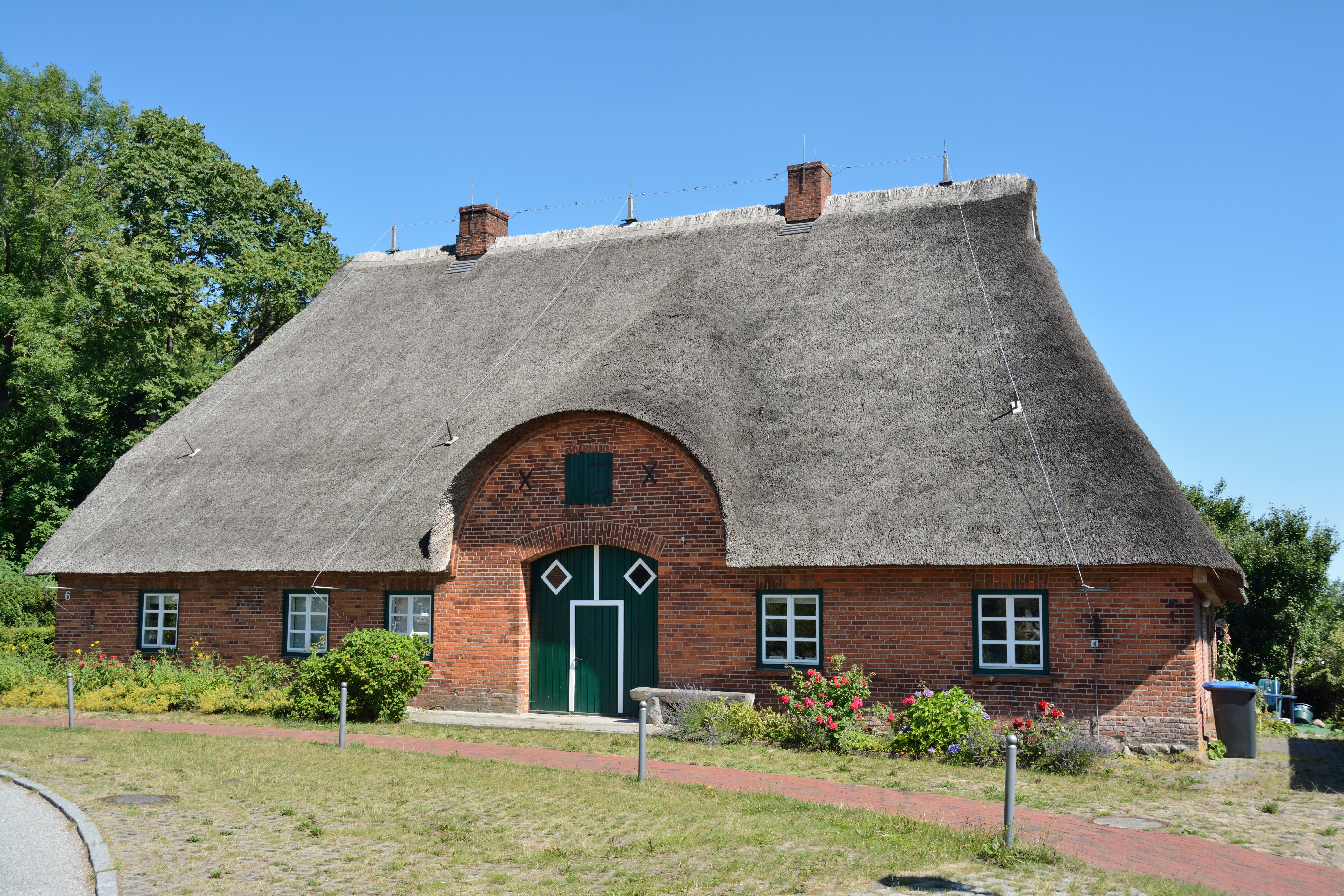
Cerca de la iglesia, antigua escuela
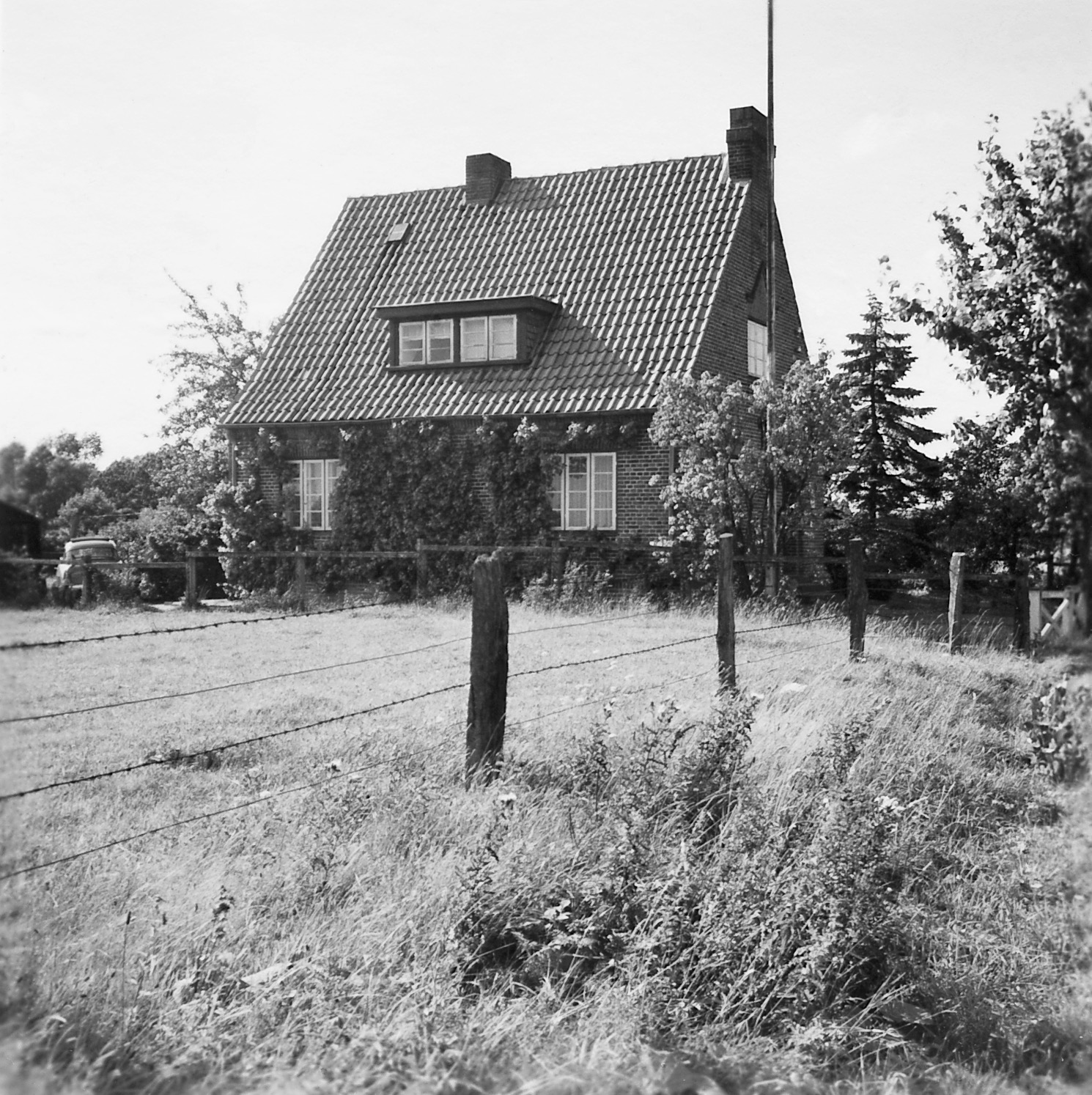
El lugar de nacimiento de Ingo Kühl, antigua comisaría de policía en Bovenau, 1957
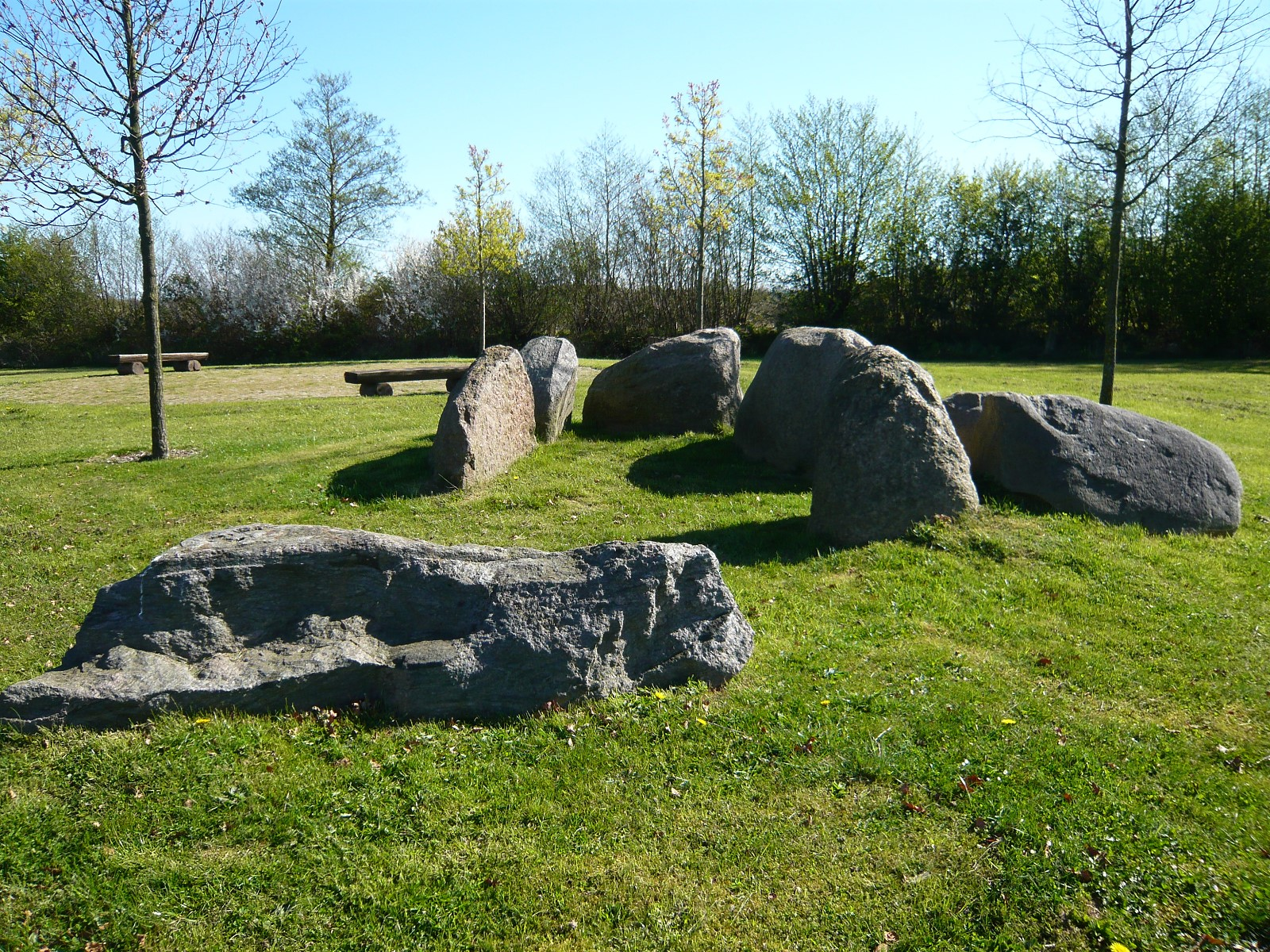
Tumba megalítica reconstruida
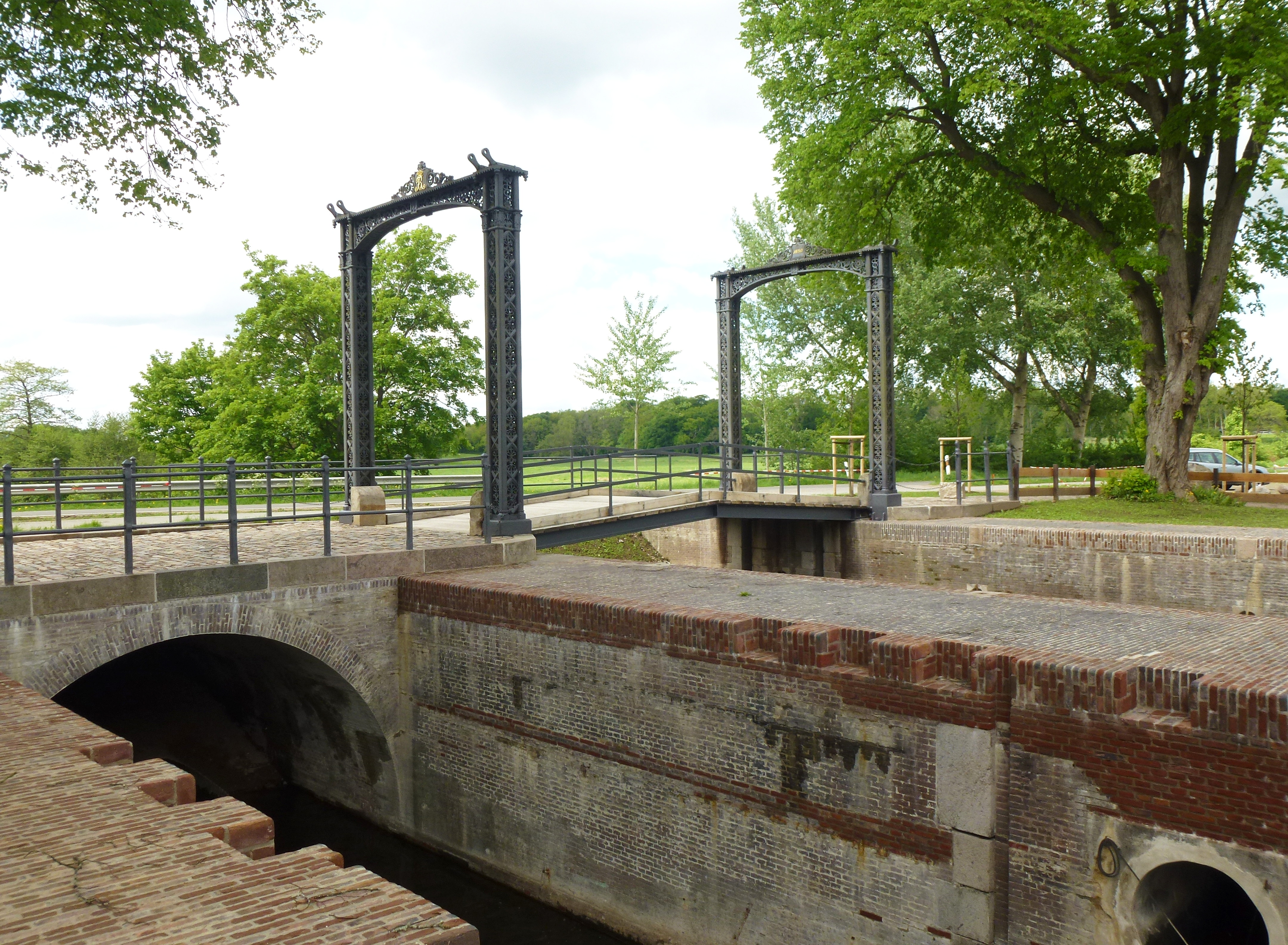
Kluvensiek, esclusa del antiguo canal Eider
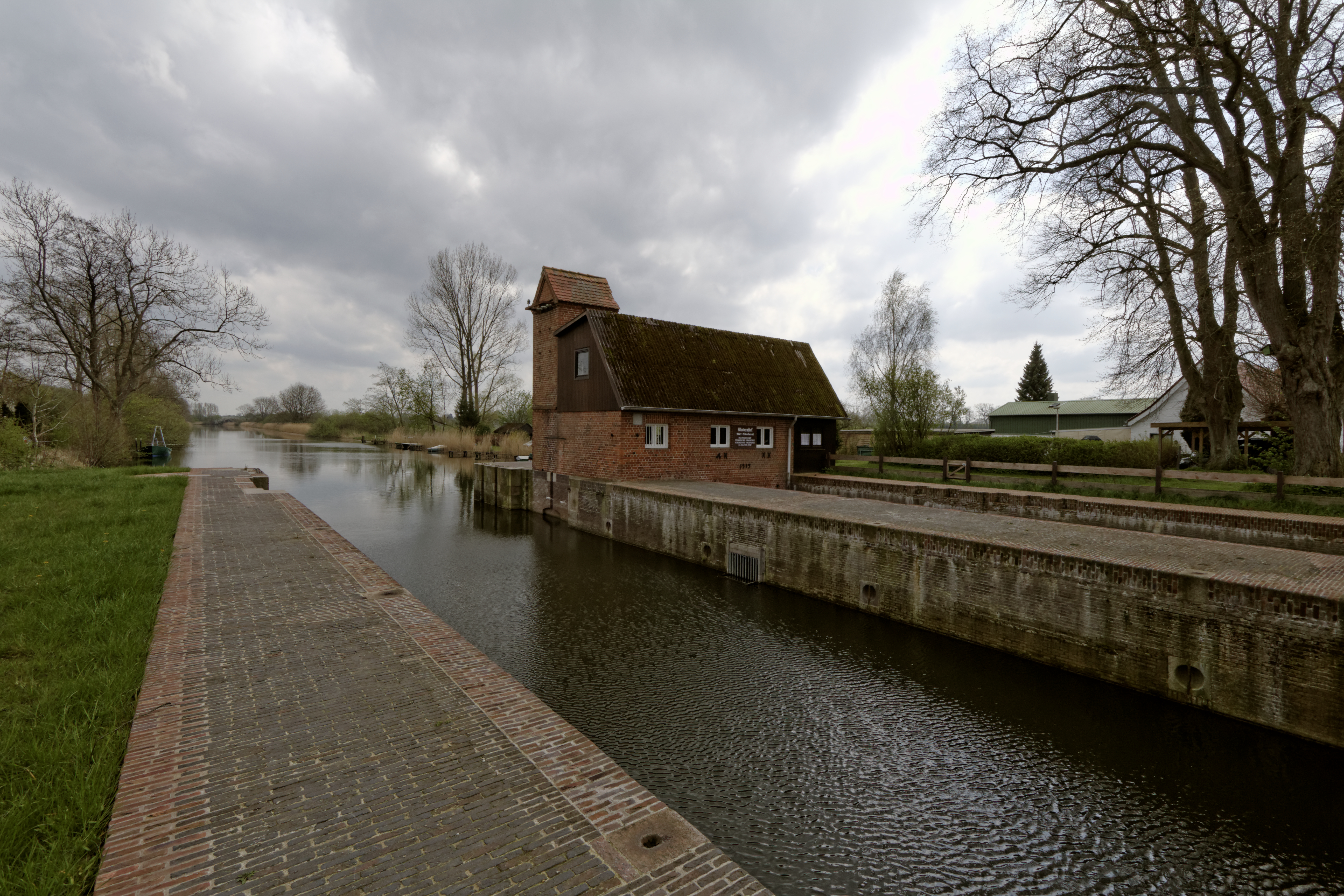
Kluvensiek, esclusa
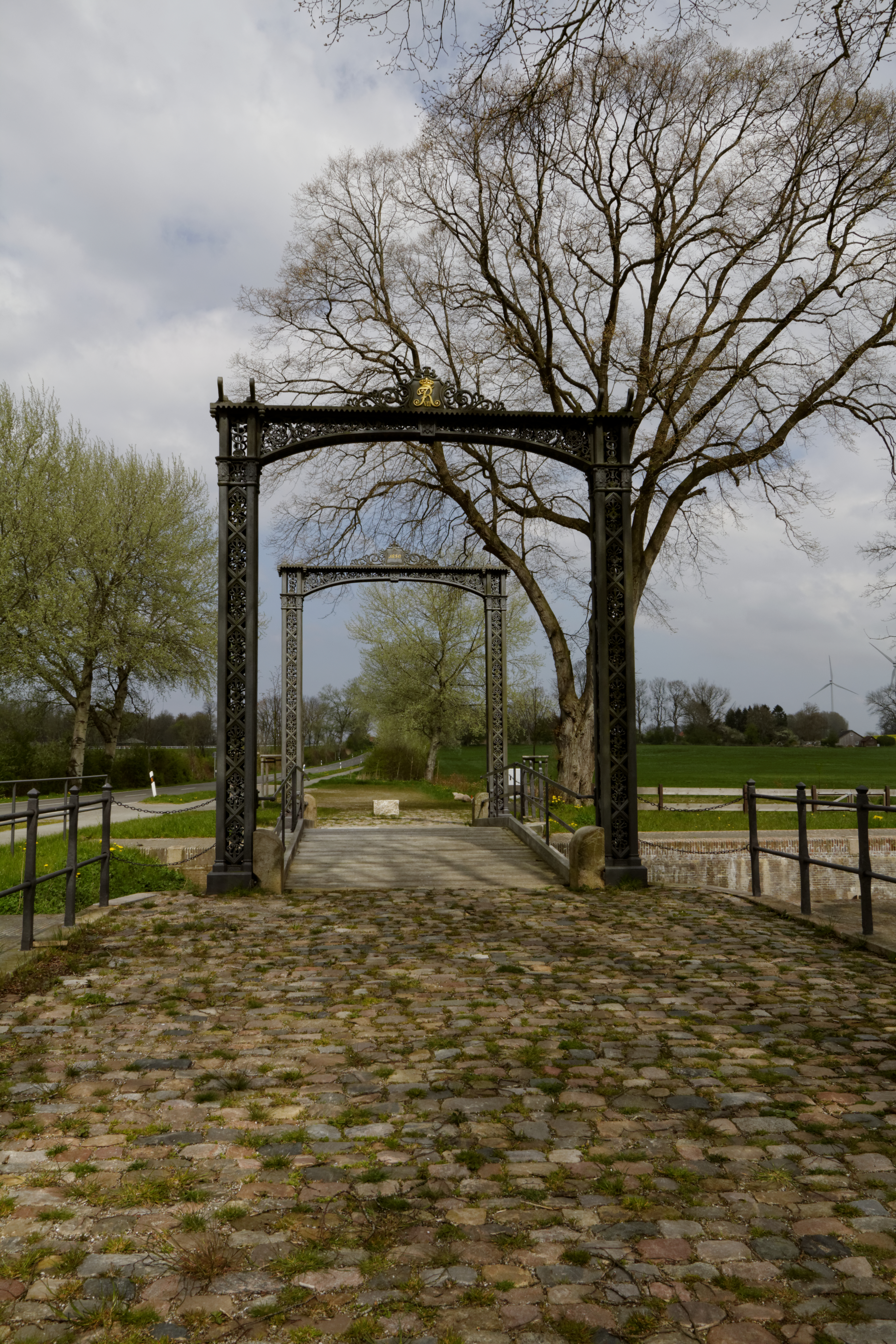
Kluvensiek, esclusa, puertas de hierro del antiguo puente basculante
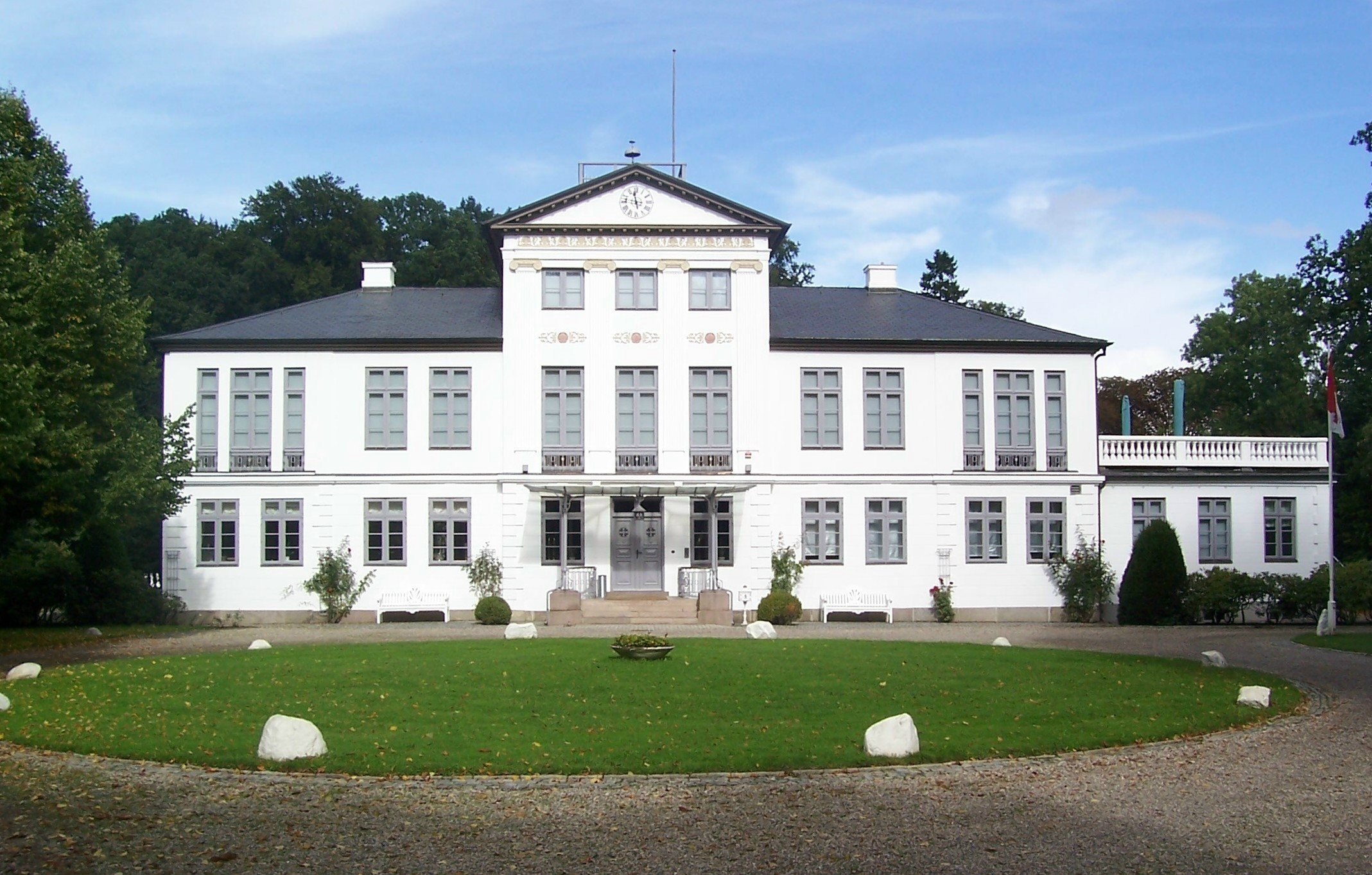
Dominio Kluvensiek
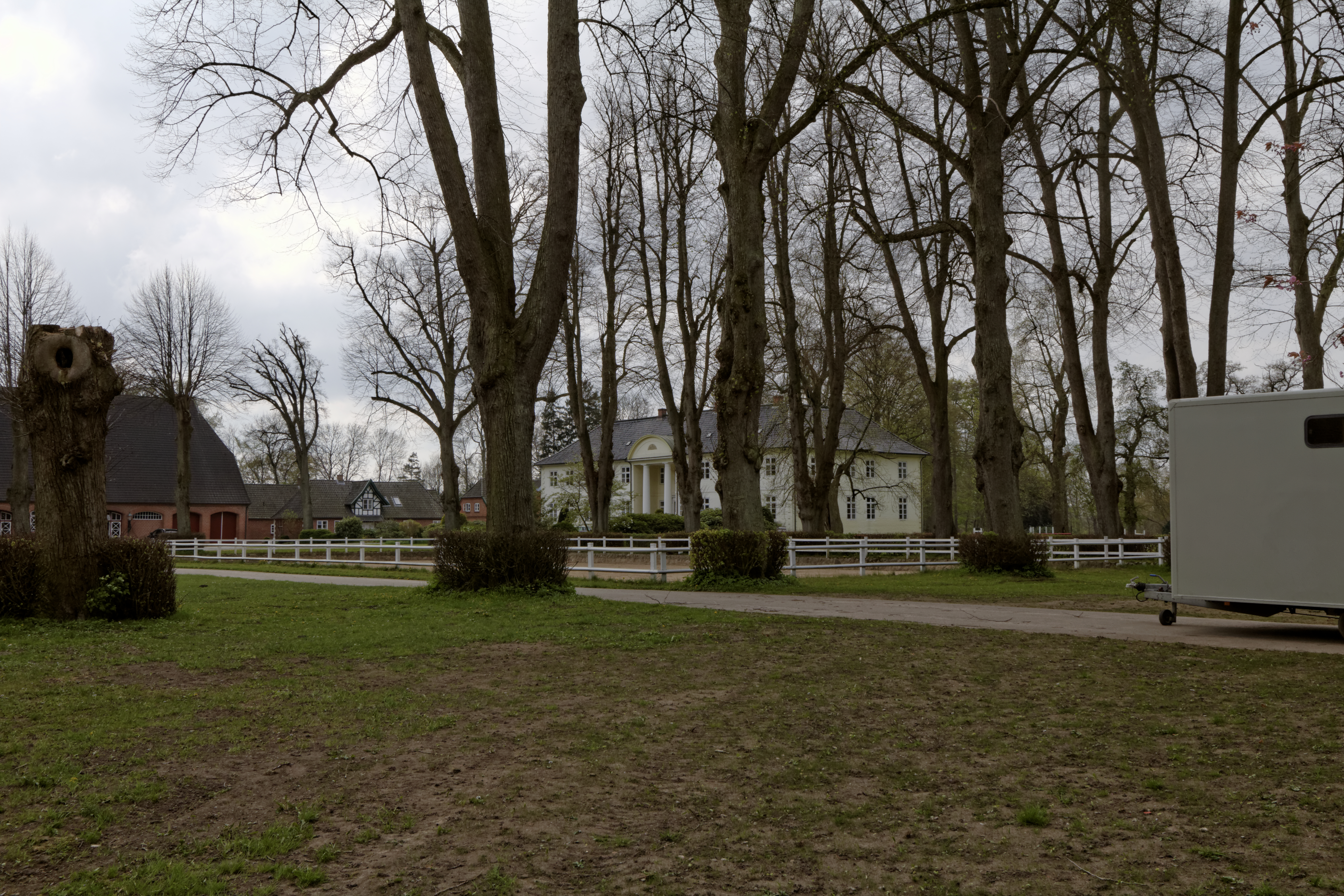
Dominio Osterrade